# Strade provinciali della provincia di Brindisi
Questo è un elenco delle strade provinciali presenti sul territorio della provincia di Brindisi, e di competenza della provincia stessa

## SP 1 - SP 9
| Numero | Denominazione              | Percorso |
| ------ | -------------------------- | --- |
|        |                            | Strada Statale 172 dei Trulli - confine provinciale presso Alberobello (prosegue come SP 81 della Città Metropolitana di Bari) |
|        |                            | Strada Statale 172 dei Trulli - confine provinciale presso Monopoli (prosegue come SP 146 della Città Metropolitana di Bari)   |
|        |                            | SP 4 - confine provinciale presso Monopoli (prosegue come SP 163 della Città Metropolitana di Bari)                            |
|        | Serralombardi Scassabarile | Fasano - Savelletri |
|        | Gravina di Castro          | Fasano - Cisternino |
|        |                            | Pezze di Greco - Torre Canne                                                                                                   |
|        |                            | Speziale - Torre Canne |
|        |                            | Cisternino - confine provinciale presso Locorotondo (prosegue come SP 216 della Città Metropolitana di Bari)                   |
|        |                            | Cisternino - Strada Statale 16 Adriatica                                                                                       |

## SP 10 - SP 19
| Numero | Percorso |
| ------ | --- |
|        | Strada Statale 16 Adriatica - Strada Statale 379 di Egnazia                                                  |
|        | Cisternino - confine provinciale presso Locorotondo (prosegue come SP 134 della Città Metropolitana di Bari) |
|        | SP 11 - confine provinciale presso Martina Franca (prosegue come SP 119 della Provincia di Taranto)          |
|        | Cisternino - confine provinciale presso Martina Franca (prosegue come SP 61 della Provincia di Taranto)      |
|        | Ostuni - confine provinciale presso Martina Franca (prosegue come SP 62 della Provincia di Taranto)          |
|        | Cisternino - SP 16                                                                                           |
|        | Cisternino - Ceglie Messapica                                                                                |
|        | Cisternino - Ostuni                                                                                          |
|        | Cisternino - Ostuni                                                                                          |
|        | Ostuni - Rosa Marina                                                                                         |

## SP 20 - SP 29
| Numero | Percorso                                                                                                  |
| ------ | --- |
|        | Ostuni - Villanova                                                                                        |
|        | Ostuni - Costa Merlata                                                                                    |
|        | Ostuni - Ceglie Messapica                                                                                 |
|        | Ceglie Messapica - confine provinciale presso Martina Franca (prosegue nella Provincia di Taranto)        |
|        | Ceglie Messapica - confine provinciale presso Grottaglie (prosegue come SP 73 della Provincia di Taranto) |
|        | SP 23 - SP 24                                                                                             |
|        | Ceglie Messapica - Francavilla Fontana                                                                    |
|        | Francavilla Fontana - Contrada Sierro                                                                     |
|        | Ostuni - Francavilla Fontana                                                                              |
|        | Ostuni - San Michele Salentino                                                                            |

## SP 30 - SP 39
| Numero | Percorso                                      |
| ------ | --------------------------------------------- |
|        | San Vito dei Normanni - San Michele Salentino |
|        | San Vito dei Normanni - SP 29                 |
|        | Carovigno - Serranova                         |
|        | Carovigno - SP 35                             |
|        | Carovigno - Torre Santa Sabina                |
|        | San Vito dei Normanni - Specchiolla           |
|        | San Vito dei Normanni - Torre Guaceto         |
|        | Mesagne - SP 36                               |
|        | San Vito dei Normanni - SP 40                 |
|        | SP 41 - SP 38                                 |

## SP 40 - SP 49
| Numero | Percorso                                                    |
| ------ | ----------------------------------------------------------- |
|        | Strada Statale 16 Adriatica - Strada Statale 379 di Egnazia |
|        | Brindisi Casale - Strada Statale 379 di Egnazia             |
|        | Brindisi Paradiso - Strada Statale 7 Via Appia              |
|        | Strada Statale 7 Via Appia - Strada Statale 16 Adriatica    |
|        | Stazione di San Vito dei Normanni - Mesagne                 |
|        | Latiano - Mesagne                                           |
|        | San Vito dei Normanni - Latiano                             |
|        | Latiano - SP 48                                             |
|        | San Vito dei Normanni - Francavilla Fontana                 |

## SP 50 - SP 59
| Numero | Percorso |
| ------ | --- |
|        | Francavilla Fontana - Villa Castelli                                                                                          |
|        | Cellino San Marco - Strada statale 603 di San Giorgio Jonico                                                                  |
|        | Francavilla Fontana - confine provinciale presso San Marzano di San Giuseppe (prosegue come SP 87 della Provincia di Taranto) |
|        | Francavilla Fontana - confine provinciale presso Sava (prosegue come SP 93 della Provincia di Taranto)                        |
|        | Francavilla Fontana - confine provinciale presso Manduria (prosegue come SP 96 della Provincia di Taranto)                    |
|        | SP 103 - SP 56 |
|        | Francavilla Fontana - Oria |
|        | Oria - confine provinciale presso Manduria (prosegue come SP 97 della Provincia di Taranto)                                   |
|        | Oria - SP 59 |
|        | SP 62 - confine provinciale presso Manduria (prosegue come SP 98 della Provincia di Taranto)                                  |

## SP 60 - SP 69
| Numero | Percorso                                                                                            |
| ------ | --------------------------------------------------------------------------------------------------- |
|        | Torre Santa Susanna - SP 59                                                                         |
|        | Erchie - SP 60                                                                                      |
|        | Torre Santa Susanna - Oria                                                                          |
|        | Erchie - Torre Santa Susanna                                                                        |
|        | Erchie - Strada Statale 7 Via Appia                                                                 |
|        | San Pancrazio Salentino - confine provinciale presso Avetrana (prosegue nella Provincia di Taranto) |
|        | San Pancrazio Salentino - Erchie                                                                    |
|        | Torre Santa Susanna - SP 66                                                                         |
|        | Torre Santa Susanna - Mesagne                                                                       |

## SP 70 - SP 79
| Numero | Percorso                                                                                                |
| ------ | --- |
|        | Latiano - Torre Santa Susanna                                                                           |
|        | Latiano - Oria                                                                                          |
|        | SP 70 - SP 71                                                                                           |
|        | Latiano - Mesagne                                                                                       |
|        | Mesagne - San Pancrazio Salentino                                                                       |
|        | San Pietro Vernotico - San Pancrazio Salentino                                                          |
|        | San Donaci - confine provinciale presso Guagnano (prosegue come SP 327 della Provincia di Lecce)        |
|        | Cellino San Marco - confine provinciale presso Squinzano (prosegue come SP 95 della Provincia di Lecce) |
|        | Cellino San Marco - SP 79                                                                               |
|        | San Donaci - SP 82                                                                                      |

## SP 80 - SP 89
| Numero | Percorso |
| ------ | --- |
|        | Strada statale 605 di Mesagne - Brindisi Commenda |
|        | Brindisi - Tuturano (ex Strada statale 102 di Casalabate) |
|        | San Pietro Vernotico - Mesagne |
|        | Tuturano - San Pietro Vernotico |
|        | San Pietro Vernotico - Torchiarolo |
|        | Torchiarolo - Lendinuso |
|        | San Pietro Vernotico - Strada statale 613 Brindisi-Lecce |
|        | Strada statale 613 Brindisi-Lecce - confine provinciale presso Casalabate (prosegue come SP 133 della Provincia di Lecce) (ex Strada statale 102 di Casalabate) |
|        | Brindisi - SP 87 |
|        | Strada statale 613 Brindisi-Lecce - SP 88 |

## SP 90 - SP 99
| Numero | Percorso |
| ------ | --- |
|        | Torre Canne - confine provinciale presso Monopoli (prosegue come SP 213 della Città Metropolitana di Bari) (ex Strada Statale 379 di Egnazia) |
|        | Circonvallazione est di Cisternino |
|        | Circonvallazione nord di Pezze di Greco (ex Strada statale 16 Adriatica)                                                                      |
|        | Pezze di Greco - Ostuni (ex Strada statale 16 Adriatica)                                                                                      |
|        | Ostuni - Carovigno (ex Strada statale 16 Adriatica)                                                                                           |
|        | Carovigno - San Vito dei Normanni (ex Strada statale 16 Adriatica)                                                                            |
|        | San Vito dei Normanni - Brindisi (ex Strada statale 16 Adriatica)                                                                             |
|        | Brindisi - San Pietro Vernotico (ex Strada statale 16 Adriatica)                                                                              |
|        | San Vito dei Normanni - Mesagne (ex Strada statale 605 di Mesagne)                                                                            |
|        | San Pietro Vernotico - confine provinciale presso Squinzano (prosegue come SP 357 della Provincia di Lecce) (ex Strada statale 16 Adriatica)  |

## SP 100 - SP 109
| Numero | Percorso |
| ------ | --- |
|        | Mesagne - San Donaci (ex Strada statale 605 di Mesagne) |
|        | San Donaci - confine provinciale presso Guagnano (prosegue come SP 365 della Provincia di Lecce) (ex Strada statale 605 di Mesagne)                            |
|        | Ceglie Messapica - confine provinciale presso Martina Franca (prosegue come SP ex SS581 della Provincia di Taranto) (ex Strada statale 581 di Massafra)        |
|        | Francavilla Fontana - confine provinciale presso Carosino (prosegue come SP ex SS603 della Provincia di Taranto) (ex Strada statale 603 di San Giorgio Jonico) |
|        | Ceglie Messapica - SP 48 (ex Strada statale 581 di Massafra)                                                                                                   |